# Yuliya Pakhalina
Yuliya Vladimirovna Pakhalina (russe : Юлия Владимировна Пахалина, née le 12 septembre 1977 à Penza) est une plongeuse russe actuellement en activité. Championne olympique en plongeon synchronisé en 2000 à Sydney, elle compte en tout cinq médailles olympiques remportées lors de ses trois participations aux Jeux. Son palmarès est aussi riche de trois titres mondiaux et huit européens.

## Palmarès

### Jeux olympiques
- Jeux olympiques de 2000 à Sydney (Australie) :
  -  Médaille d'or du plongeon synchronisé à 3 m (avec Vera Ilina).

- Jeux olympiques de 2004 à Athènes (Grèce) :
  -  Médaille d'argent du plongeon synchronisé à 3 m (avec Vera Ilina).
  -  Médaille de bronze du plongeon individuel à 3 m.

- Jeux olympiques de 2008 à Pékin (Chine) :
  -  Médaille d'argent du plongeon synchronisé à 3 m (avec Anastasia Pozdnyakova).
  -  Médaille d'argent du plongeon individuel à 3 m.

### Championnats du monde
- Championnats du monde 1998 à Perth (Australie) :
  -  Médaille d'or du plongeon individuel à 3 m.
  -  Médaille d'or du plongeon synchronisé à 3 m (avec Irina Lashko).

- Championnats du monde 2001 à Fukuoka (Japon) :
  -  Médaille d'argent du plongeon synchronisé à 3 m (avec Vera Ilina).
  -  Médaille de bronze du plongeon individuel à 3 m.

- Championnats du monde 2003 à Barcelone (Espagne) :
  -  Médaille d'argent du plongeon individuel à 3 m.
  -  Médaille d'argent du plongeon synchronisé à 3 m (avec Vera Ilina).

- Championnats du monde 2007 à Melbourne (Australie) :
  -  Médaille d'argent du plongeon individuel à 1 m.

- Championnats du monde 2009 à Rome (Italie) :
  -  Médaille d'or du plongeon individuel à 1 m.
  -  médaille de bronze du plongeon synchronisé à 3 m (avec Anastasia Pozdniakova).

### Championnats d'Europe
| Épreuve                    | Édition     | Édition      | Édition       | Édition     | Édition     | Édition        |
| Épreuve                    | Vienne 1995 | Séville 1997 | Helsinki 2000 | Berlin 2002 | Madrid 2004 | Eindhoven 2008 |
| -------------------------- | ----------- | ------------ | ------------- | ----------- | ----------- | -------------- |
| Tremplin individuel à 3 m  | Argent      | Or           | Or            | Or          | Or          | Or             |
| Tremplin synchronisé à 3 m | —           | Argent       | Or            | Argent      | Or          | Or             |